# Per Berthelsen
Per Berthelsen (født 12. februar 1950 i Qeqertarsuaq) er en grønlandsk politiker og musiker.
Han er søn af tidl. borgmester i Nuuk Rasmus Berthelsen og hustru Ane Sofie Berthelsen født Egede. Per Berthelsen er gift (1988) med lærer Helene Berthelsen, født Broberg. Han er stedfar til sangerinden Julie Berthelsen.
Per Berthelsen var medstifter af grønlandske rockgruppe Sumé. Student fra Sorø Akademi og uddannet lærer fra Holbæk Seminarium i 1975.

## Politisk karriere
Valgt første gang til kommunalbestyrelsen i Nuuk for partiet Akulliit Partiiat i 1993.
Indvalgt i Grønlands parlament første gang i 1999 for Siumut. Per Berthelsen blev ekskluderet fra partiet Siumut i 2001, og stiftede på denne baggrund et nyt parti, Demokraterne.
Partiet Demokraterne fik nok stemmer til at Per Berthelsen blev medlem af Grønlands Landsting. Formand for partiet 2002-2008. 
Modtager af Grønlands Hjemmestyres fortjenstmedalje Nersornaat i sølv.
Per Berthelsen ophørte som formand for Demokraterne ved et – efter hans opfattelse – fingeret formandsvalg, som han end ikke stillede op til. Fra 2008 blev han atter medlem af partiet Siumut og genvalgt for dette parti ved landstingsvalget i 2009. Efter partiskiftet blev han medlem af Landstingets formandskab, Landstingets finansudvalg samt tingets udenrigs- og sikkerhedspolitiske udvalg. For Siumut var han Landsstyremdlem for Finanser og Udenrigspolitiske anliggende i knapt 10 måneder indtil valget i 2009.
Ved valget den 5. april 2013 blev Per Berthelsen ikke genvalgt til Grønlands Landsting. Senere kom han dog ind som langtidssuppleant i kommunalbestyrelsen i Kommuneqarfik Sermersooq med 3. bedste stemmetal.
Ved det grønlandske parlamentsvalg i 2025 fik Berthelsen et mandat for Demokraterne med 81 personlige stemmer. 

## Musikalsk karriere

### Sumé
Berthelsen var medstifter af rockorkestret Sumé i 1972 sammen med sin skolekammerat Malik Høegh. Sumé var et pionerende orkester der som de første spillede rock musik med grønlandske tekster, de opnåede stor succes i grønland og nogle af deres plader blev solgt i oplag på størrelse med en femtedel af Grønlands befolkning.

### Per & Birthe
Efter Sumé startede Per Berthelsen i 1980 singer-songwriter duoen Per & Birthe med sin søster Birthe Olsen. De nåede at udgive to albums inden Birthe Olsen døde af kræft i 1987, og Per Berthelsen satte musikken i bero i en lang periode.  

### Qilaat - eget pladeselskab
I 1980 startede Berthelsen sit eget pladeselskab Qilaat. Det var et af de få grønlandske selskaber, som udgav godt sælgende plader og kassettebånd ved siden af det større selskab ULO, der ellers dominerede det grønlandske marked og som andre tidligere medlemmer af Sumé havde været med til at starte i 1972. 
Qilaat udgav en bred vifte af genrer, fra højtidssalmer sunget af Nuummi Angutit Erinarsoqatigiit (dansk: Mandskoret i Nuuk) til protestrock med bandet G-60. Qilaat stod også bag musicalen Kattunneq i anledning af den grønlandske hovedorganisation SIK's  30 års jubilæum i 1986, med bidrag fra især Berthelsen selv, men også kunstnere, sangere og musikere som Birthe Olsen, Rasmus Lyberth, Jorsi Sørensen og Ray Pitts med flere. Helene Broberg stod bag pladens kunstneriske illustrationer. 
Berthelsen solgte Qilaat i forbindelse med søsterens død og hans efterfølgende musikalske pause. 

### QaaQ
QaaQ er endnu et band, hvor Per Berthelsen spillede sammen med Birthe Olsen. De spillede blød rock og udgav et album i 1984. Efter en lang pause blev de gendannet til deres første liveoptræden nogensinde i 2013 med blandt andre Julie Berthelsen på vokal. Der blev i den forbindelse optaget en live dvd og cd Live in Katuaq.